# Mark McKinney
Mark McKinney (Ottawa, 26 giugno 1959) è un attore, comico, imitatore, sceneggiatore e regista canadese, candidato a tre Premi Emmy.

## Biografia
McKinney è noto soprattutto per il suo lavoro nella compagnia teatrale di sketch comici The Kids in the Hall, che include la serie televisiva The Kids in the Hall trasmessa dal 1989 al 1995 e il film del 1996 Brain Candy . È stato membro del cast di Saturday Night Live dal 1995 al 1997. Dal 2003 al 2006, ha co-creato, scritto e recitato nella serie Slings & Arrows, uno spettacolo televisivo su una compagnia teatrale canadese. McKinney ha attualmente il ruolo regolare di Glenn nella commedia della NBC Superstore ed è apparso interpretando Tom in Man Seeking Woman di FXX.

### Primi anni di vita
McKinney è nato a Ottawa, in Ontario, figlio di Chloe, un architetto, e Russell McKinney, un diplomatico. A causa della carriera di suo padre, ha viaggiato molto quando era giovane. Alcuni dei luoghi in cui ha vissuto durante la sua crescita sono Trinidad, Parigi, Messico e Washington DC. Ha anche frequentato la Trinity College School, un collegio a Port Hope, in Ontario. Per un breve periodo, McKinney ha anche studiato alla Memorial University di Terranova, nella specializzazione di scienze politiche.

## Filmografia

### Televisione
- The Kids in the Hall - serie TV (1989-1995)
- Saturday Night Live - serie TV (1995-1997)
- Slings & Arrows - serie TV (2001-2002) - attore e sceneggiatore
- Superstore - serie TV (2015-2021)
- Man Seeking Woman - serie TV (2016-2017)

## Vita privata
Ha una sorella e un fratello minore, Nick McKnney, che lavora altrettanto nel campo della televisione e del grande schermo come produttore televisivo.
Si è sposato nel 1995 con Marina Gharabegian con cui ha due figli.